# Nordkorallnemertin
Nordkorallnemertin (Micrura corallifila) är en djurart som tillhör fylumet slemmaskar, och som beskrevs av Cantell 1975. Enligt Catalogue of Life ingår Nordkorallnemertin i släktet Micrura och familjen Lineidae, men enligt Dyntaxa är tillhörigheten istället släktet Micrura, och ordningen Heteronemertea. Det är osäkert om arten förekommer i Sverige. Inga underarter finns listade i Catalogue of Life.